# دومینیک گارد
دومینیک گارد (فرانسوی: Dominique Garde‎؛ زادهٔ ۱۸ مارس ۱۹۵۹) دوچرخه‌سوار اهل فرانسه است.